# Gesellschaftsroman
Der Gesellschafts- oder Sozialroman ist ein Genre des Romans, in dem das gesellschaftliche Leben der Menschen und deren Wechselwirkung mit Natur und Gesellschaft geschildert wird.
Vom historischen Roman unterscheidet sich der Gesellschaftsroman durch die Darstellung zeitgenössischer Zustände und Entwicklungsprozesse. Im Gegensatz zum Bildungsroman und zum biographischen Roman wird der Entwicklung der Geschehnisse weniger Raum zugestanden. Vielmehr wird den Teilelementen, unabhängig von ihrer Funktion und objektiven Wertigkeit, mehr Beachtung geschenkt. Der Gesellschaftsroman setzt in seinem Ursprung eine in sich differenzierte Gesellschaft voraus oder gründet sich auf epochale Umstrukturierungen.

## Epochen des Gesellschaftsromans
Die Grundlage für den Gesellschaftsroman, dessen Anfänge bis ins 18. Jahrhundert Englands zurückreichen, schufen Daniel Defoe, Henry Fielding, Samuel Richardson, Laurence Sterne, Tobias Smollett, indem sie die sich zunehmend entfaltende englisch-bürgerliche Gesellschaft realistisch abbildeten.
Im 19. Jahrhundert wurde der Gesellschaftsroman in Frankreich zu einem wichtigen Instrument des kritischen Realismus. Émile Zola, Gustave Flaubert, Honoré de Balzac und Stendhal waren maßgeblich an der Weiterentwicklung des Gesellschaftsromans beteiligt. Im Zusammenhang mit dem Gesellschaftsroman bildete sich in dieser Zeit auch die Aufteilung der Romane heraus. Die Bildung von Werkzyklen – wie Trilogie und Tetralogie – wurden zu einem beliebten Verfahren der Gestaltung. In der deutschen Literatur versuchte Johann Wolfgang von Goethe mit Wilhelm Meisters Wanderjahre 1821 das Genre des Bildungsromans zum Gesellschaftsroman zu erweitern. Vertreter des 19. Jahrhunderts sind hier Karl Immermann, Karl Gutzkow, Gustav Freytag und Theodor Fontane. In Spanien wurde der Gesellschaftsroman durch Benito Pérez Galdós, Miguel de Unamuno und Vicente Blasco Ibáñez gepflegt. In Italien taten sich Autoren wie Giovanni Verga, Luigi Pirandello, Italo Svevo und Curzio Malaparte besonders hervor.
Mit dem Anspruch, die gesellschaftliche Totalität der Gegenwart als Panorama abzubilden, vieldimensional und ansatzweise simultan zu erzählen, entwickelt Karl Gutzkow in seinem Vorwort zu Die Ritter vom Geiste (1850) das Modell eines „Roman des Nebeneinander“.
Nach dem Ersten Weltkrieg bedienten sich im deutschsprachigen Raum vor allem bürgerlich-humanistische Schriftsteller wie Robert Musil, Thomas Mann, Joseph Roth, Hermann Broch und Heimito von Doderer des Genres.
Martin Kluger bezeichnete im Jahr 2010 die DVD-Box der TV-Serie The Wire als Gesellschaftsroman.

## Großstadtroman als Sonderform
Der Großstadtroman ist eine Sonderform des Gesellschaftsromans. Frühe Beispiele sind Die Aufzeichnungen des Malte Laurids Brigge (1910) von Rainer Maria Rilke, in dem Erfahrungen eines Ausländers in Paris mit der existenziellen Heimatlosigkeit des Künstlers changieren, sowie Berlin Alexanderplatz (1929) von Alfred Döblin, der von Andrei Belys Roman „Petersburg“ beeinflusst wurde. Auch Paul Gurks Berlin (1927), Erich Kästners Fabian (1931), Käsebier erobert den Kurfürstendamm (1931) von Gabriele Tergit und Herrn Brechers Fiasko (1932) von Martin Kessel sind Berliner Großstadtromane, die als stil- und genreprägend gelten.
Herta Müller schreibt in Reisende auf einem Bein (1989) das Genre in modernistischer Tradition inklusive Montage um, und zwar aus der Sicht einer fremden deutschsprachigen Person in der Bundesrepublik der 1980er Jahre, kurz vor dem Mauerfall aus der Perspektive einer fremden Frau.
Die Kanadierin Gabrielle Roy lebte mehrere Jahre in Großstädten Europas und kehrte wegen des Krieges 1939 nach Montréal zurück. Ihre Erfahrung des Großstadtlebens gestaltete sie literarisch in ihrem Hauptwerk Bonheur d'occasion, 1945, und in Alexandre Chenevert, caissier, 1954.

## Beispiele
- Jane Austen: Stolz und Vorurteil (1813)
- Honoré de Balzac: Die menschliche Komödie (1842)
- Stendhal: Rot und Schwarz (1830)
- Charles Dickens: Oliver Twist (1837–39)
- William Makepeace Thackeray: Jahrmarkt der Eitelkeit (1847/48)
- Charlotte Brontë: Shirley (1849)
- Karl Gutzkow: Die Ritter vom Geiste (1850–51)
- Harriet Beecher Stowe: Onkel Toms Hütte (1852)
- Elizabeth Gaskell: North and South (1855)
- Gustave Flaubert: Madame Bovary (1857)
- Karl Gutzkow: Der Zauberer von Rom (1858–61)
- George Eliot: Felix Holt, der Radikale (1866)
- Émile Zola: Die Rougon Macquart (1871–1892)
- Leo Tolstoi: Anna Karenina (1873–78)
- Guy de Maupassant: Bel-Ami (1885)
- Theodor Fontane: Effi Briest (1894/95)
- Thomas Mann: Buddenbrooks (1901)
- Andrei Bely: Petersburg (1913)
- John Dos Passos: Manhattan Transfer (1925)
- Walerjan Pidmohylnyj: Die Stadt (1928)
- Robert Musil: Der Mann ohne Eigenschaften (1930–33)
- Riccardo Bacchelli: Die Mühle am Po (1938–40)
- John Steinbeck: Jenseits von Eden (1952)
- Giuseppe Tomasi di Lampedusa: Der Leopard (1958)
- Ralph Ellison: Der unsichtbare Mann (1952)